# Олегаріу Бенкеренса
Олегарі́у Мануе́л Ба́ртулу Фаушті́ну Бенкере́нса (порт. Olegário Manuel Bartolo Faustino Benquerença) — португальський футбольний арбітр, який завершив міжнародну кар'єру. Народився в місті Лейрія 18 жовтня 1969. З 1995 року обслуговує матчі найвищого португальського дивізіону — Ліги Сагріш. У 2001 році отримав категорію ФІФА. Дебютним міжнародним матчем став матч між національними збірними Білорусі і Шотландії, який закінчився нульовою нічиєю. Крім португальської також володіє англійською, французькою та іспанською мовами. Відомий факт дружби з відомим португальським тренером Жозе Моурінью. Основна професія Бенкеренси — страховий агент. У числі своїх хобі називає спів і заняття фотографією.

## Міжнародна кар'єра
У 2006 році Олегаріу Бенкеренса була присвоєна елітна категорія арбітрів ФІФА (найпрестижніша).
У 2007 році Бенкеренса працював арбітром на Чемпіонаті світу з футболу U-17 в Південній Кореї, де працював у 4-х матчах, в тому числі і на матчі за третє місце між збірною Гани і збірною Німеччини, де перемогу здобули європейці — 2:1.
У вересні 2009 року Бенкеренса був покликаний обслуговувати матчі Чемпіонату світу до 20-ти років.
Також португальський рефері є єдиним представником своєї країни з 28 арбітрів, які обслуговували матчі Мундіалю 2010 року в ПАР.